# تي إيه أي أنكا
تي إيه أي أنكا (بالإنجليزية: TAI Anka)‏ هي طائرة بدون طيار، وهي من عائلة المركبات الجوية بدون طيار والتي تصنعها الشركة التركية لصناعات الفضاء وذلك تلبية لمتطلبات القوات المسلحة التركية. وتصنف الأساسية أنكا-A باعتبارها متوسطة الارتفاع، وتم تطويرها لدمج الرادار ذي الفتحة الاصطناعية وكذلك مكافحة الأنظمة. تم تسمية الطائرات بدون طيار باسم طائر العنقاء العربي الأسطوري.
في 2020، طلبت تونس من الشركة التركية لصناعات الفضاء (TAI) شراء 6 طائرات بدون طيار من نوع «أنكا إس» (العنقاء Anka-S) مزودة ب 3 مراكز للتحكم، وذلك في أول طلب لشراء هذا النوع من الطائرات، حيث سيتم تجميع الطائرات محليا في تونس مع نقل التكنولوجيا التركية إلى تونس إضافة إلى إمكانية تصديرها مستقبلا من تونس صوب المجال الإفريقي، وقدر الاتفاق ب 240 مليون دولار